# Yasuo Kuwahara
Yasuo Kuwahara (桑原 康雄); né le 12 décembre 1946 à Kōbe et décédé le 6 décembre 2003, est un mandoliniste et compositeur japonais pour instruments à cordes pincées. Président de diverses institutions et organisations musicales, il enseigne également la composition et la mandoline artistique.

## Biographie
Après avoir étudié auprès de Kinuko Hiruma, il est d'abord connu au Japon pour ses spectacles solos musicaux avec mandoline et son exceptionnelle technique de jeu. Ses débuts européens dans un festival de mandoline à Meinheim en Allemagne (1982), le font connaître des mandolinistes. Un concert qu'il donne en 1983 à Providence aux États-Unis introduit Yasuo Kuwahara en Amérique du Nord. Il n'a cessé depuis de gagner en reconnaissance et en notoriété. Ses compositions pour orchestre de mandolines sont souvent données en concert. Il a également composé des œuvres pour ensembles de chambre et solistes

## Compositions
Les compositions de Yasuo Kuwaharas racontent souvent des histoires. La chanson de l'automne japonais par exemple, décrit la lutte des agriculteurs au cours de la période du début de l'automne avant un orage accompagné d'une violente pluie, avant que le temps se calme à nouveau vers la fin de la pièce.
Yasuo Kuwahara insère souvent des techniques de jeu moderne dans ses compositions. Cela se manifeste le plus dans son œuvre orchestrale Fête de novembre dans laquelle il a intégré 7 effets différents de percussion dans la seule première voix de la mandoline. Au lieu de pincer les cordes ou de les faire vibrer en trémolo, les doigts, les articulations ou le plectre interviennent sur les différentes parties de l'instrument.
Dans ses compositions, Yasuo Kuwahara utilise des éléments de Nouvelle Musique, comme la musique minimaliste. Un bon exemple en est la pièce Au-delà de l'arc en ciel où de longs passages sont régulièrement répétés et seulement de temps en temps apparaissent des séquences légèrement différentes, avec des marches harmoniques similaires des différentes voix se chevauchent ou se déplacent en rythme.
De long passages en trémolo expressifs, habituels dans la musique japonaise de cordes pincées, caractérisent les compositions de Yasuo Kuwahara.

## Source de la traduction
- (de) Cet article est partiellement ou en totalité issu de l’article de Wikipédia en allemand intitulé « Yasuo Kuwahara » (voir la liste des auteurs).